# Michail Wissarionowitsch Sadowski

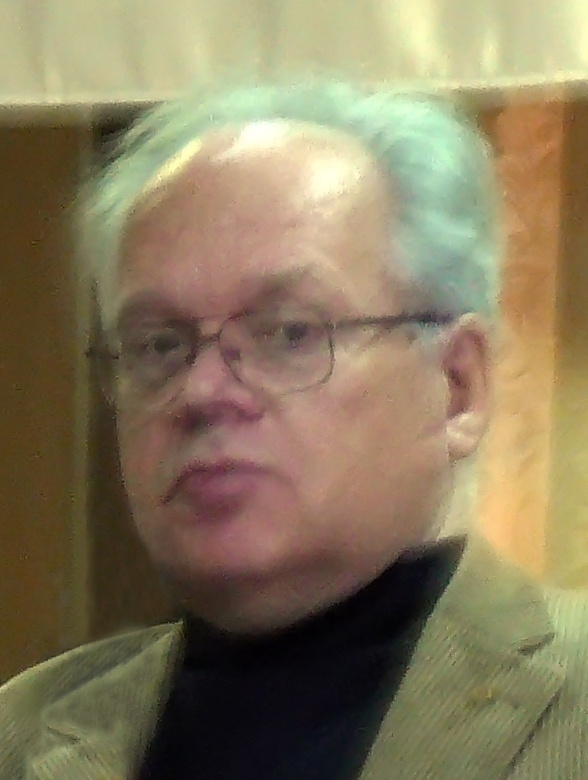
Michail Sadowski (2011)

Michail Wissarionowitsch Sadowski (russisch Михаил Виссарионович Садовский; * 25. Februar 1948 in Swerdlowsk) ist ein russischer Physiker und Hochschullehrer.

## Leben
Sadowski, Sohn des Metallkundlers Wissarion Dmitrijewitsch Sadowski, studierte an der physikalischen Fakultät der Ural-Universität (UrGU) in Swerdlowsk mit Abschluss 1971. Es folgte die dreijährige Aspirantur in der Theorie-Abteilung des Physikalischen Instituts (FIAN) der Akademie der Wissenschaften der UdSSR (AN-SSSR) bei Leonid Weniaminowitsch Keldysch. 1974 wurde er wissenschaftlicher Mitarbeiter des Instituts für Physik der Metalle (IFM) im Uraler Wissenschaftszentrum (UNZ) der AN-SSSR in Swerdlowsk. 1975 wurde er Kandidat der physikalisch-mathematischen Wissenschaften und 1986 Doktor der physikalisch-mathematischen Wissenschaften.
Ab 1987 leitete Sadowski das Laboratorium für Theoretische Physik des Instituts für Elektrophysik (IEF) der Ural-Abteilung (UrO) der AN-SSSR in Swerdlowsk. 1993–2002 war er Vizedirektor des IEF.
1991 wurde Sadowski Professor des Lehrstuhls der UrGU (bis 2010). 1994 wurde er Korrespondierendes Mitglied der nun Russischen Akademie der Wissenschaften (RAN) und 2003 Akademiker (Wirkliches Mitglied der UrO der RAN).
Sadowskis Arbeitsschwerpunkte waren die Statistische Physik, die Quantenfeldtheorie, die Anderson-Lokalisierung und Theorien der Lokalisierung. Er entwickelte Modelle der Pseudogaps in der Bandstruktur und Theorien für Metall-Dielektrikum-Phasenübergänge und für Supraleiter, insbesondere Hochtemperatursupraleiter. Er lieferte wesentliche Beiträge zur Untersuchung der Elektronenspektren der Hochtemperatursupraleiter auf Eisen-Basis.
Sadowski ist Vizevorsitzender der 1988 von Witali Lasarewitsch Ginsburg gegründeten Kommission gegen Pseudowissenschaft und Wissenschaftliche Fälschung. 1991 hatte das Kommissionsmitglied Jewgeni Borissowitsch Alexandrow die in den 1980er Jahren von sowjetischen Physikern propagierte Torsionsfeldtheorie für die Informationsübertragung mit Überlichtgeschwindigkeit als Betrug entlarvt, was deren Förderung durch das russische Wissenschaftsministerium 1992–1995 und das russische Verteidigungsministerium 1996–1997 nicht verhinderte.
Sadowski unterzeichnete mit Schores Iwanowitsch Alfjorow, Garri Israilewitsch Abelew, Eduard Pawlowitsch Krugljakow, Andrei Iwanowitsch Worobjow, Witali Lasarewitsch Ginsburg, Sergei Georgijewitsch Inge-Wetschtomow, Jewgeni Borissowitsch Alexandrow, Lew Mitrofanowitsch Barkow und Anatoli Michailowitsch Tscherepaschtschuk den Offenen Brief der 10 Akademiker an Putin gegen die Klerikalisierung des Landes, den der Akademiker Georgi Sergejewitsch Golizyn zusammen mit den Korrespondierenden Mitgliedern der RAN Gennadi Wassiljewitsch Malzew und Felix Feodossjewitsch Kusnezow und den Akademikern Timur Magometowitsch Enejew und Georgi Alexandrowitsch Sawarsin 2007 veröffentlichte.
2007 schied Sadowski aus dem aktiven Dienst aus und ist seitdem Hauptberater des Laboratoriums für Theoretische Physik des IEF. 2011–2013 leitete er kommissarisch das Laboratorium für Quantentheorie der Kondensierten Materie des IFM und ist seitdem Hauptberater des Laboratoriums und wissenschaftlicher Leiter der Theorie-Abteilung des IFM. Er ist Mitherausgeber der Zeitschrift für Experimentelle und Theoretische Physik und der Physics-Uspekhi sowie Mitglied der American Physical Society und des Institute of Physics.
Sadowski ist Mitglied des 1.-Juli-Klubs einer Gruppe von Akademikern, die 2013 gegen einen Gesetzentwurf zur Reform der RAN mit Ersetzung der RAN durch eine neue Akademie der Wissenschaften protestierten. In der Folge wurde auf die Ersetzung der RAN durch eine neue Akademie verzichtet.

## Preise
- Stoletow-Preis der RAN (2002)
- Goldene Witali-Lasarewitsch-Ginsburg-Medaille der RAN (2016)
- Silberne Michejew-Medaille des IFM (2017)
- Goldene Wonsowski-Medaille der UrO-RAN (2018)[1]
- Demidow-Preis (2024)